# Grupo Bandeirantes de Comunicação
Grupo Bandeirantes de Comunicação (comumente referido apenas como Grupo Bandeirantes ou Bandeirantes) é um conglomerado de mídia brasileiro criado a partir da inauguração da Rádio Bandeirantes  (primeiro veículo de comunicação do grupo), que entrou no ar em 6 de maio de 1937. O grupo foi fundado pelo empresário paulista João Saad, que assumiu o comando da emissora de rádio das mãos de seu sogro, o político Ademar de Barros. Desde 1999, o conglomerado é presidido por Johnny Saad, filho de João Jorge, que assumiu essa função na empresa após falecimento de seu pai.
A empresa é composta por diversos negócios, principalmente na área de mídia, sendo que eles incluem duas redes de televisão aberta, um canal via satélite aberto, quatro canais de televisão por assinatura, cinco redes de rádio, cinco estações de rádios locais independentes, duas publicações impressas, uma gravadora, negócios de eventos e de tíquetes, empresas de mídia digital, uma empresa distribuição de mídia, além de atuar com o mercado de out of home.

## História

### Os primeiros anos

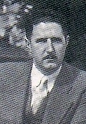
Fotografia de Ademar de Barros.

A história do Grupo Bandeirantes de Comunicação inicia-se com a criação da PRH-9, Sociedade Bandeirante de Radiofusão, fundada por José Pires Nicolini Oliveira Dias em 6 de maio de 1937, na cidade de São Paulo. A emissora foi criada por Nicolini, seguindo seu sonho, para "lançar aos ares de Piratininga as ondas sonoras de programas finamente escolhidos". A emissora posteriormente adotou o nome "Rádio Bandeirantes", no plural, e foi vendida ao empresário da mídia Paulo Machado de Carvalho em 1944, fazendo com que a rádio fizesse parte do grupo das Emissoras Unidas.
Três anos após a aquisição da emissora por Paulo Machado de Carvalho, em 1947, a rádio é novamente vendida, dessa vez para o político paulista Ademar de Barros. No ano seguinte, Ademar de Barros transfere o controle da rádio para seu genro, o empresário João Saad. Saad, que trabalhava como mascate, só assumiu a emissora após muita insistência de seu sogro. A rádio passa a ser definitivamente de Saad em 1951.

### Décadas de 1950 e 1960

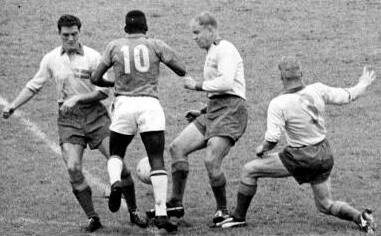
O jogador de futebol Pelé no final da copa de 1958, que foi transmitida pela Cadeia Verde Amarela.

A história do grupo com a televisão se inicia em 1952, quando o governo federal, comandado por Getúlio Vargas, outorga ao grupo uma concessão para a instalação de uma estação de televisão em São Paulo. Tal concessão, embrião da futura TV Bandeirantes, foi revogada no governo de Juscelino Kubitschek, mas ela acabou sendo recuperada em 1964, durante o governo João Goulart.
Para transmitir a Copa do Mundo FIFA de 1958, a Rádio Bandeirantes forma a Cadeia Verde Amarela, uma rede de emissoras de rádio independentes que foi criada com o objetivo principal de transmitir as partidas da competição futebolística. A rede integrou, na época, 400 emissoras de rádio em todo o país e atingiu 90% da audiência em São Paulo, o maior índice de audiência marcado na história da emissora.

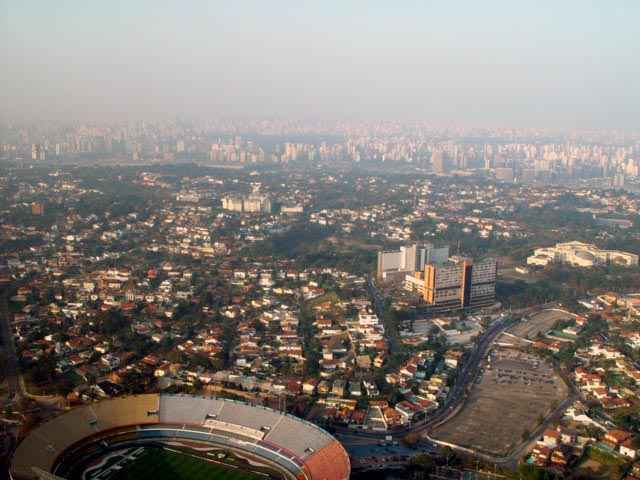
Vista aérea do Jardim Leonor, no distrito do Morumbi, bairro em que o Edifício Radiantes é situado.

Em 1961, a construção do Edifício Radiantes, localizado no distrito do Morumbi, é iniciada. O edifício, que foi apelidado como "Palácio Encantado", foi o primeiro prédio projetado para abrigar uma estação de televisão na América Latina. A Rádio Bandeirantes se muda para o local em 1965. A construção é inaugurada definitivamente em 1967, quando a TV Bandeirantes entra no ar.
Dois anos após a sua inauguração, o edifício sofre um incêndio de grandes proporções, que atinge fortemente os seus equipamentos. O prejuízo do incêndio para a TV Bandeirantes foi muito grande, devido a emissora não ter feito um seguro. A emissora se manteve no ar com um caminhão de externas, e transmitiu seu próprio incêndio. Para repor o que foi perdido no incêndio, a emissora compra novos equipamentos, mais modernos e em cores. A Frase dizia: "A Bandeirantes não pode parar"

### Décadas de 1970 e 1980
As transmissões definitivas em cores se iniciam em 1972, em cadeia com as outras emissoras, que transmitiram a Festa da Uva direto de Caxias do Sul. Para transmitir em cores, a TV Bandeirantes contou com apoio da rede norte-americana NBC, que lhe ofereceu o seu famoso pavão para o ajuste de cores dos televisores em suas transmissões. Para divulgar que está transmitindo em cores, a emissora usa a frase "A imagem colorida de São Paulo" como slogan.
Já em 1974, o Teatro Bandeirantes, situado na Avenida Brigadeiro Luís Antônio, é inaugurado. O espaço foi criado para abrigar os musicais produzidos pela TV Bandeirantes, que havia aumentando o espaço para programa do gênero em sua programação. No ano seguinte, entra no ar a rádio Bandeirantes FM, hoje conhecida como Band FM, sendo uma das primeiras emissoras de rádio FM que entraram no ar.
Ainda em 1975, a TV Vila Rica, de Belo Horizonte, é adquirida pelo grupo. Com a aquisição da emissora mineira, inicia-se o processo de formação e de expansão da Rede Bandeirantes. A expansão da rede começa a se estender com a fundação da TV Guanabara, que foi inaugurada pelo grupo no Rio de Janeiro, em 1977.
Para cumprir a interiorização de sinais de TV contido na Portaria 725 do Ministério das Comunicações, a Telecomunicações de São Paulo (TELESP) preparou o seu sistema de transmissão de microondas para esta finalidade. Foi iniciada em 1980 a contratação pela Telesp para o estado de São Paulo de equipamentos para retransmissão de sinal de TV através de enlace de microondas. Em 31 de julho de 1981 foi firmado contrato entre a Telesp e a Grupo Bandeirantes para a interiorização de seus sinais de TV, com a Telesp entregando o sinal de TV para a TV Bandeirantes fazer sua distribuição.
As transmissões para a rede através de satélite começam a serem feitas em 28, 29 ou 30 de setembro de 1982. A emissora não passa a adotar o nome "Band" em 1989, junto com o lançamento de uma nova marca. No mesmo ano, é criada a Bandsat, primeira rede de rádio via satélite do Brasil.

### Década de 1990

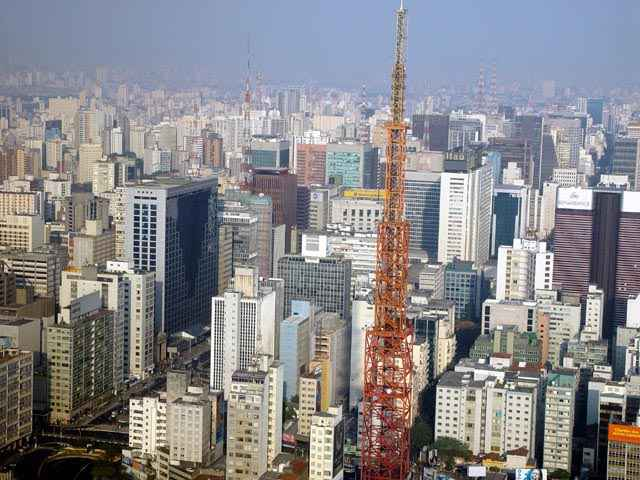
Imagem aérea da Torre da Band, de onde se transmitem os sinais de rádio e TV do grupo em São Paulo. A construção foi inaugurada em 1996.

No início da década de 1990, a Rádio São Paulo é vendida para Edir Macedo, fundador da Igreja Universal do Reino de Deus, que tinha acabado de comprar a Rádio e TV Record. Em 1993, a Bandeirantes passa adotar o nome de "Band" Seis anos depois, em 1996, entra no ar o Canal 21 pelo sinal aberto em UHF, na cidade de São Paulo. No final do mesmo ano, a nova torre de transmissão do grupo em São Paulo, chamada de Torre da Band, é inaugurada.
Em 1998, é fundada a operadora de televisão por assinatura TV Cidade, numa sociedade formada junto com o Jornal do Brasil, com o SBT e com as empresas norte-americanas Horizon e Adelphia. A operadora foi uma das primeiras empresas a aturarem fora dos sistemas TVA e NET no mercado de TV a cabo. No ano seguinte, o empresário João Jorge Saad vem a falecer, em decorrência de um câncer generalizado. Dessa forma, os negócios do grupo passaram a ser administrados por seu filho, João Carlos Saad, mais conhecido como Johnny.

### Década de 2000
O Canal 21 inicia a criação de sua rede, em 2000, com a afiliação da TV Super, de Belo Horizonte. No ano seguinte, com a criação da central de jornalismo do grupo, o canal de notícias BandNews TV é lançado na televisão por assinatura. Um segundo canal por assinatura, o BandSports, com uma programação voltada ao esporte, é lançado em 2002.

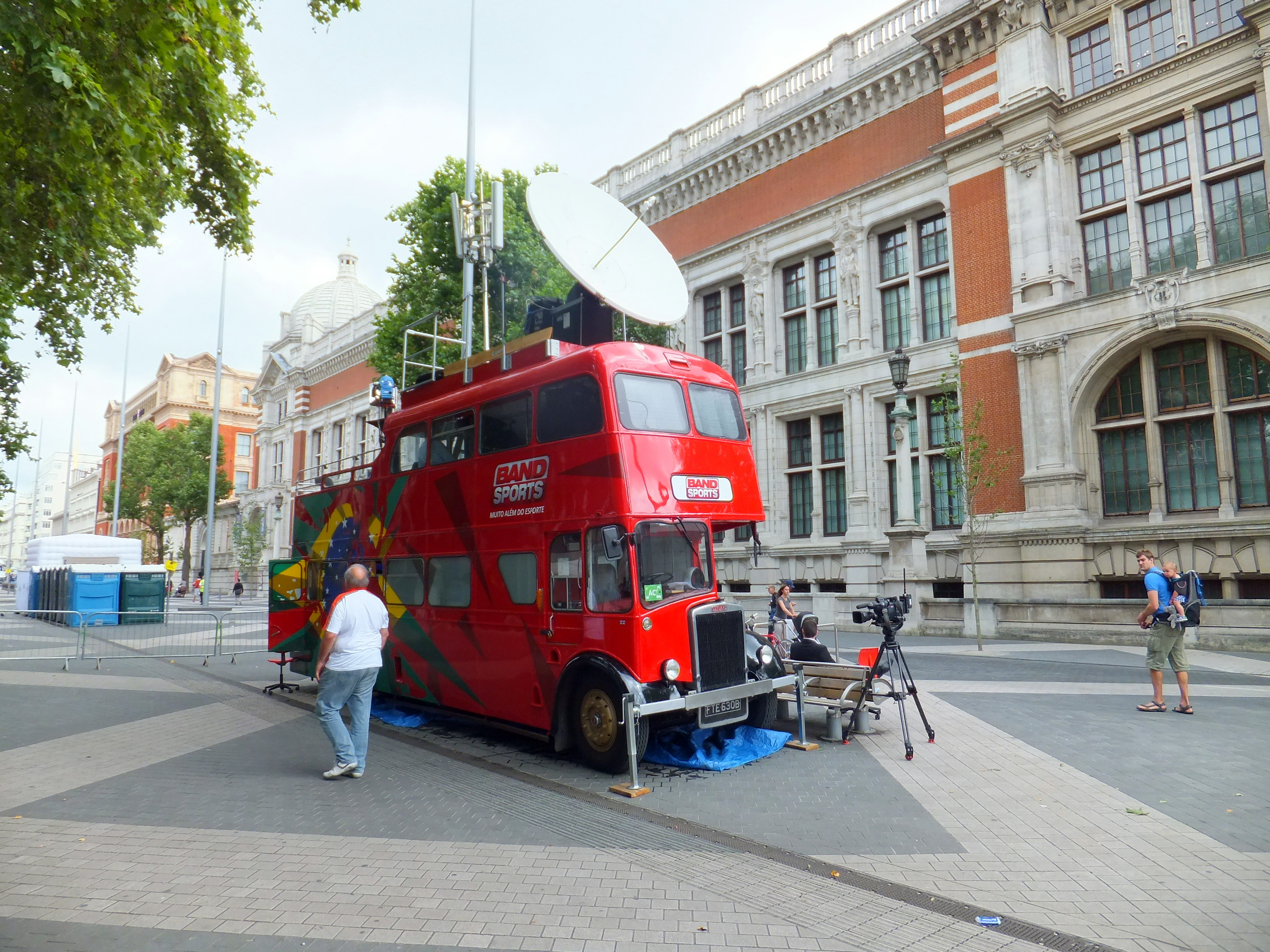
Ônibus usado pelo canal BandSports durante os Jogos Olímpicos de Verão de 2012, em Londres, Reino Unido.

Em 2003, o Canal 21 passa a se denominar Rede 21. No ano seguinte, o grupo adquire a Rádio Sucesso de São Paulo, concorrente direta da Band FM. A emissora foi transformada em matriz da nova cadeia de emissoras do grupo, a BandNews FM, rede de rádio all news lançada em 2005. No mesmo ano, a rádio Nativa FM, do Grupo Camargo de Comunicação, é incorporada pela empresa. E no mesmo ano, o grupo lança um novo canal, o Terraviva.
Em 5 de junho de 2006, a PlayTV foi lançada, substituindo a Rede 21, por meio de uma parceria entre a Gamecorp e o Grupo Bandeirantes. Em 9 de junho, fruto de uma parceria com a Gradiente e a TVA, a Band, através do canal BandSports, transmitiu pela primeira vez em alta definição, tendo a Copa do Mundo FIFA de 2006 como o primeiro evento a ser exibido no formato pela emissora. No ano seguinte, a Rádio SulAmérica Trânsito é criada, resultado de uma parceira com a MPM Propaganda e a SulAmérica Seguros. Também é lançado o Metro Jornal, através de uma joint venture com a empresa sueca Metro International.

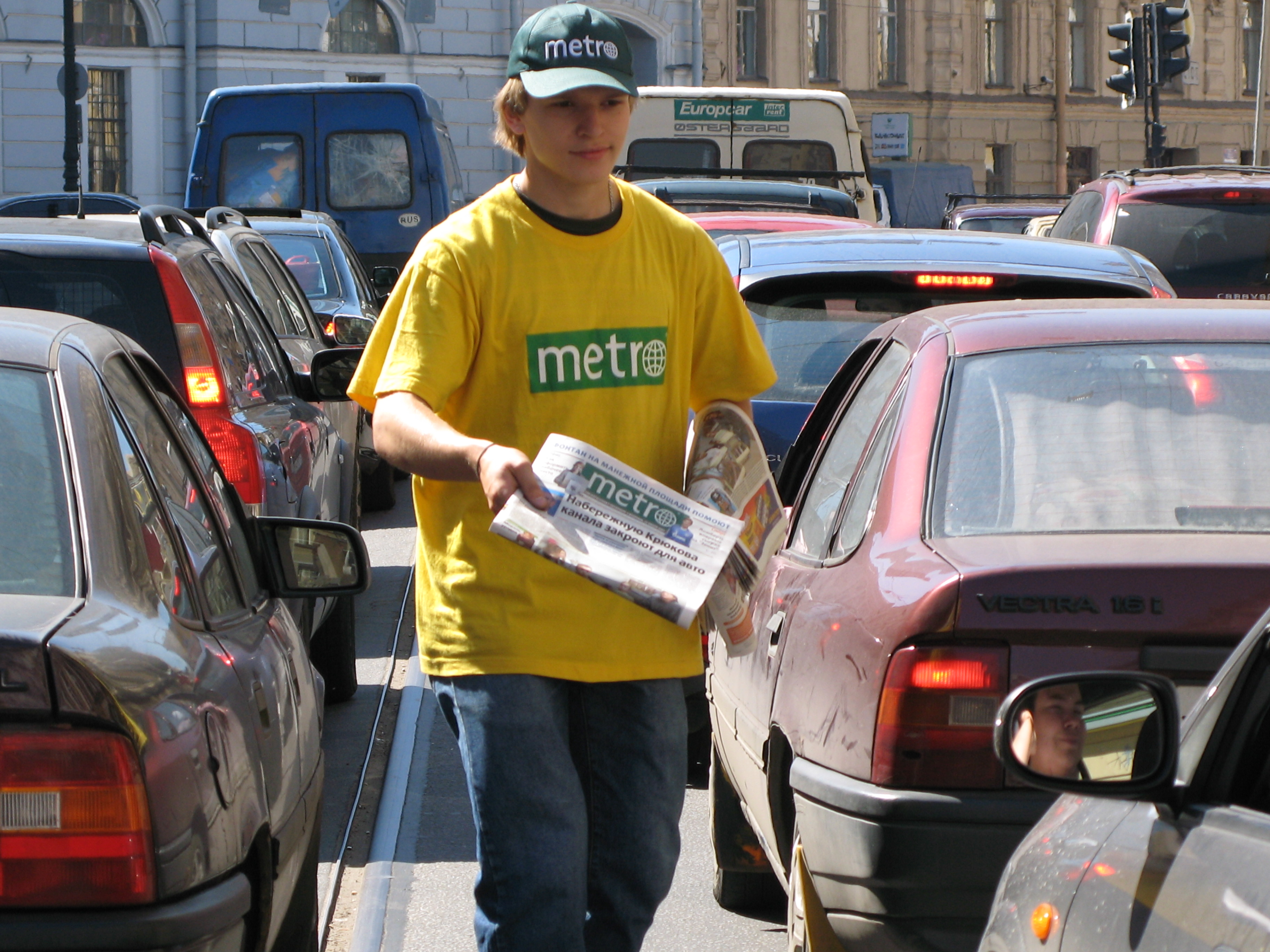
Um rapaz distribuindo uma edição do jornal Metro em São Petersburgo, Rússia, em 2007. O jornal foi lançado no mesmo ano no Brasil.

Ainda em 2007, a Band Internacional inicia suas transmissões nos Estados Unidos, após o canal ter sido incluído no line-up da operadora via satélite DirecTV. A One Brasil é fundada no mesmo ano. No final desse ano, a Band inicia as suas transmissões digitais na cidade de São Paulo, em um pool formado com as outras emissoras paulistanas, que também inciaram as suas transmissões digitais.
Após um escândalo envolvendo a Gamecorp, em 2008, o grupo cancela o contrato de dez anos que tinha com a empresa, fazendo que a Rede 21 volte ao ar. Um mês depois, o grupo fecha contrato para ceder 22 horas da programação do 21 para a Igreja Mundial do Poder de Deus. No mesmo ano, a rádio Stereo Vale FM é incorporada pelo grupo. Também é lançada a rádio Mit FM, com os naming rights da montadora de automóveis Mitsubishi Motors e com participação da agência de publicidade Africa. No mesmo ano, a BandNews FM Campinas é lançada. A TV Minuto é adquirida pelo grupo ainda em 2008.
Em 2009, o grupo cria a holding Outernet, com o objetivo de reunir todos os seus negócios de mídia out of home. Também é criado o portal de internet eBand, que concentra todos os veículos do grupo na web. Ainda no mesmo ano, o canal pago Sexprivé é criado em parceira com a produtora de filmes pornográficos Brasileirinhas e a Band Internacional é lançada em Angola.

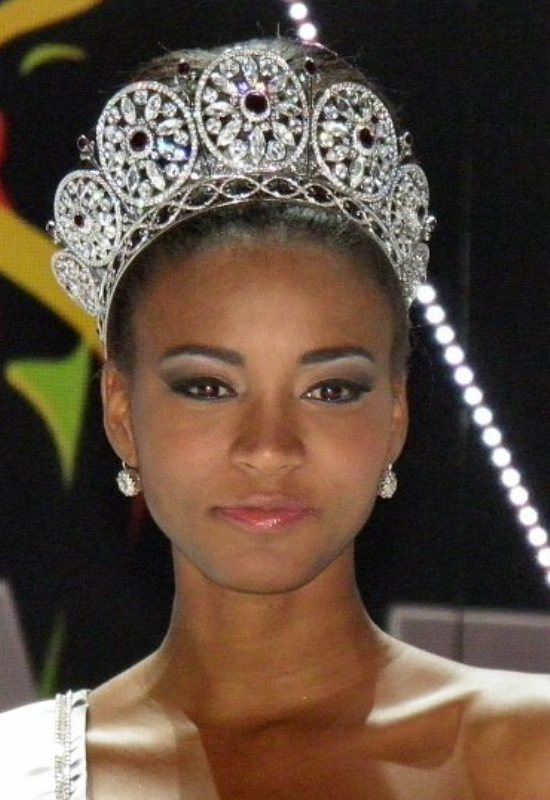
Leila Lopes, vencedora do concurso do Miss Universo de 2011, que foi organizado e transmitdo pelo grupo.

### Década de 2010
A cidade paulista de Ribeirão Preto passa a contar com filiais das rádios Bandeirantes e BandNews FM a partir de 2010. Também é criada a Enter, empresa especializada em eventos. A nova empresa passa a organizar a São Paulo Indy 300, nova etapa da Fórmula Indy, feita no Brasil. Ainda no mesmo ano, a Band transmite pela primeira vez em três dimensões (3D), em parceria com a NET e a Sony. No final do ano, o grupo adquire o controle acionário da TV Cidade, que no ano seguinte passa a se chamar Sim TV.
O portal eBand é substituído por um novo, chamado Band.com.br, em 2011. Também em 2011, o grupo organiza e transmite para todo o mundo a edição de 2011 do Miss Universo, que na ocasião foi realizado no Brasil. Ainda no mesmo ano, o grupo adquire o controle da Editora Haple, que publica o jornal de classificados Primeiramão. A nova iluminação da Torre da Band, desenvolvida pela Philips, é lançada no mesmo ano. A Band Internacional é lançada no Paraguai.
Em 2012, após a Mitsubishi Motors rescindir o contrato que tinha com o grupo, a rádio Mit FM encerra suas atividades. No mesmo ano, o grupo adquire a rádio MPB FM, do Rio de Janeiro. O novo canal pago do grupo, o Arte 1, também é lançado no mesmo ano. A empresa fecha uma parceria, no mesmo ano, com o provedor de internet UOL, que envolve infraestrutura e conteúdo. Também é lançada uma nova rede de rádio, a Bradesco Esportes FM, criada em parceria com o banco Bradesco.
Em maio de 2013, é fundada a Modern Airport, empresa formada após o grupo fechar um acordo com o GRU Airport para gerenciar a mídia do Aeroporto Internacional de São Paulo-Guarulhos. Em outubro de 2014, a One Pay é fundida com a Payleven. No mesmo ano, é formada uma joint venture com o aplicativo de streaming de música Rdio, fazendo com que o grupo tivesse participação nas operações da empresa no Brasil. Também em 2014, são transferidas 100 torres de transmissão de propriedade do Grupo Bandeirantes para a Highline Broadcast, empresa na qual o grupo detém 40% de seu capital.
No dia 18 de maio de 2015, a rádio Ipanema FM encerra suas operações no dial FM através dos 94,9 MHz (que passou a retransmitir a Rádio Bandeirantes), mantendo-se no ar através da internet. No final do mesmo ano, a operadora de TV por satélite Sky adiciona as rádios do Grupo Bandeirantes em sua grade de programação, sendo elas a Band FM, a BandNews FM, a Nativa FM e a Rádio Bandeirantes. Em 14 de março de 2016, entra no ar a Brasil Radio, estação de rádio em Orlando, Flórida, rádio na qual o grupo mantém uma programação voltada aos brasileiro que moram ou vistam a cidade dos Estados Unidos.
A partir de julho de 2016, a SulAmérica Seguros deixa patrocinar a rádio do grupo que levava o naming right da companhia, fazendo com que a emissora se denomine apenas como "Rádio Trânsito". Posteriormente, a Caçula de Pneus fechou uma parceira para passar a ter o seu nome ao lado do da rádio. No final do mesmo ano, o grupo inicia uma parceria de conteúdo com o jornal The New York Times, na qual deu origem aos programas Conexão com The New York Times, no BandNews TV, e Magazine Arte 1 com The New York Times, no canal Arte 1.
Em fevereiro de 2017, a rádio MPB FM sai do ar em 90,3 MHz, cedendo seu espaço no dial para a BandNews FM do Rio. A antiga frequência da filial carioca da BandNews (concessão de propriedade do Grupo Fluminense de Comunicação), foi mantida com parte programação da rádio noticiosa ao lado de uma grade de expectiva para a estreia da Alpha FM Rio, lançada em junho numa parceria com o Grupo Camargo de Comunicação. No mesmo ano, a Bradesco Esportes FM encerra as atividades de suas  remanescentes em São Paulo e no Rio de Janeiro. No lugar da programação esportiva da rádio, as estações do Rio e de São Paulo colocaram no ar, respectivamente, a Rede do Bem FM (posteriormente ocupada por uma programação musical) e a Rádio Globo (frequência inicialmente ocupada por uma programação de música sertaneja).
Em 12 de fevereiro de 2019, por três votos a dois, o conselho de administração do conglomerado decide afastar João Carlos Saad da presidência, um pedido feito pelas irmãs Márcia Saad e Maria Leonor Saad, que foi rejeitado após decisão judicial. O grupo enfrenta dívidas estimadas em R$1,2 bilhão. No mesmo ano, o grupo lançou em parceria com a Paramount Media Networks, a versão brasileira do Smithsonian Channel.

### Década de 2020
Em junho de 2020, o grupo lançou o canal AgroMais, em parceria com a CNA e o Senar. No mesmo mês em São José dos Campos, a Stereo Vale FM retornou suas operações após cinco anos, substituindo a filial da Band FM. Em julho, a Rádio Trânsito encerrou suas atividades e foi substituída pela Play FM, uma rádio de música adulto-contemporâneo. No mesmo ano, a Band lançou a sua filial no Ceará, dois meses após a extinção da NordesTV, em Sobral, que era operada pelo Sistema Jangadeiro desde 2015. Em setembro, o Grupo Bandeirantes lançou em parceria com a Confederação Sul-Americana de Futebol, e com as empresas FC Diez Media e IMG, a Conmebol TV, que transmitiria todos os jogos da Copa Libertadores da América e da Copa Sul-Americana e Recopa na TV Fechada, após o Grupo Globo rescindir os contratos de transmissão dos jogos por conta da Pandemia de Covid-19.
Em 2021, foi lançado mais um canal de TV por assinatura, o Sabor & Arte, com programação dedicada á culinária. No mesmo ano, a empresa assume a concessão da frequência 91,3 MHz de Petrópolis (que anteriormente pertencia á Rádio Mania)  trazendo de volta as operações da Mood FM, que estava há três anos operando em formato de web rádio.
Em fevereiro de 2022, o Grupo Bandeirantes rompeu o contrato de transmissão da Igreja Universal do Reino de Deus, na programação do Canal 21, após a duas não chegarem a um acordo sobre os pagamentos relacionados aos horários alugados na grade do canal. O grupo chegou a entrar com uma ação judicial contra a Igreja, sob a alegação de calote, referente aos valores do contrato entre 2021 e 2022, com um valor de R$10,7 milhões em parcelas atrasadas. Durante dois anos, o canal retransmitiu a programação do Terraviva e do Canal Empreender, e ainda houve um projeto sem sucesso de transformá-lo em um canal esportivo, até que em maio de 2024, a Igreja retomou a sua parceria com a Band e o Canal 21 voltou a retransmitir o conteúdo religioso da Universal.
Em junho de 2022, foi lançado o Canal Empreender, um canal sobre empreendedorismo e negócios, em parceria com o Sebrae. O canal foi descontinuado dois anos depois, por causa da rescisão de contrato por parte do Sebrae na gestão do canal. Em outubro, o grupo encerrou as operações do jornal Metro, visando a criação do Orbi, que estaria em formato multiplataforma. No mesmo mês, com o fim da Copa Libertadores daquele ano, a Conmebol TV foi descontinuada, já que os direitos de transmissão do próximo triênio foi repassado para a ESPN. Em dezembro, a Play FM teve suas operações encerradas em São Paulo, sendo substituída no dial pela Feliz FM. As emissoras da rádio no restante do país teriam seu fim definitivo apenas no inicio do ano seguinte. No mesmo mês, o Smithsonian Channel saiu do ar no Brasil devido á falta de audiência nas operadoras.
Em 2023 foi lançado em Lisboa mais um canal internacional, o New Brasil, com toda a programação da Band e dos canais Newco. Além de Portugal, o canal foi disponibilizado em países que não há sinal da Band Internacional.

## Empresas do grupo

### Radiodifusão

#### Televisão aberta
- Band — rede de televisão com cobertura nacional.[139]
  - Band São Paulo
  - Band Mais
  - Band Paulista
  - Band Vale
  - Band Rio
  - Band Rio Interior
  - Band Minas
  - Band Triângulo
  - Band Brasília
  - Band Bahia/Sergipe
  - Band RN/Maceió
  - Band Ceará
  - Band Piauí
  - Band Maranhão
  - Band Amazonas
  - Band Tocantins
  - Band Mato Grosso
  - Band Paraná
  - Band RS
- Canal 21 — rede de televisão aberta.[140]
- Terraviva — canal aberto via satélite sobre agro-negócios.[139][141][45][142][nota 2]

#### Televisão por assinatura (Newco Pay TV)
- Arte 1 — canal sobre arte e cultura.[144]
- AgroMais — canal de notícias sobre agronegócios.[119]
- BandNews TV — canal de notícias.[45]
- BandSports — canal de esportes.[45]
- Band Internacional — canal voltado para o público brasileiro no exterior.[145]
- Sex Privê — canal com conteúdo erótico, parceria com a Brasileirinhas.[45][146]
- Sabor & Arte — canal com conteúdo voltado 24 horas para a gastronomia.[124]
- New Brasil — canal internacional com conteúdo produzido pelos canais da Newco PayTV.[138]

#### Redes de rádio
- Band FM — rede de rádio popular.[147]
  - Band FM Rio de Janeiro
  - Band FM Araçatuba
  - Band FM Campinas
  - Band FM Triângulo
  - Band FM Porto Alegre
- BandNews FM — rede de rádio all news.[50][147][148]
  - BandNews FM São Paulo
  - BandNews FM Rio de Janeiro
  - BandNews FM Curitiba
  - BandNews FM Porto Alegre
  - BandNews FM Salvador
- Rádio Bandeirantes — rede de rádio jornalística.[147][149]
  - Rádio Bandeirantes São Paulo
  - Rádio Bandeirantes Campinas
  - Rádio Bandeirantes Porto Alegre
  - Rádio Bandeirantes Brasília
- Nativa FM — rede de rádio popular, joint venture com o Grupo Camargo de Comunicação.[147][150][51]
  - Nativa FM Bauru
  - Nativa FM Ribeirão Preto

#### Emissoras independentes
- Band Vale FM — emissora de rádio de Campos do Jordão, interior de São Paulo, com uma programação jornalística e musical.[151]
- Educadora FM — emissora de rádio com uma programação voltada para o público jovem situada na grande Campinas.[152]
- Stereo Vale FM — emissora de rádio situada em São José dos Campos com programação voltada ao público jovem.[153][154]

### Mídia digital
- Band.com.br — portal que abriga todos os sites da empresa, hospedado pelo UOL.[155]
- BandPlay — plataforma de streaming com conteúdo, além da transmissão ao vivo, da Rede Bandeirantes e outras emissoras do grupo. [156]
- Newco Plus — plataforma de streaming com conteúdo, além da transmissão ao vivo, dos canais da Newco PayTV.[157]
- New Brasil Plus — plataforma de streaming com conteúdo que agrega diversos canais a cabo da Band.[158]
- Sexprivé Club — plataforma de streaming pornográfica.[159]

### Out of home
- Otima — joint venture com a Odebrecht depois Novonor), Kalítera Engenharia e APMR Investimentos e Participações, responsável pelo mobiliário urbano dos pontos de ônibus da cidade de São Paulo.[160]
- Outernet — principal empresa de out of home do grupo, que atua com diversas outras empresas.[70]
  - Modern Airport — empresa de out of home que atua no Aeroporto Internacional de São Paulo-Guarulhos.[161]
  - Orla TV — empresa  de out of home que atua na em quiosques nas orlas das praias da cidade do Rio de Janeiro.
  - TVO — empresa de out of home que atua nas linhas de ônibus da cidade de São Paulo.
  - TV Minuto — empresa de out of home que atua nas linhas 1-Azul, 2-Verde e 3-Vermelha do Metrô de São Paulo.

### Outras empresas
- Band Content Distribuition — distribuição de conteúdos.[162]
- Instituto Bandeirantes – atividades filantrópicas.[163]

### Antigas empresas
- Alpha FM Rio
- Band Tefé
- Bradesco Esportes FM
  -  Esportes FM Belo Horizonte
  - Esportes FM Porto Alegre
  - Bradesco Esportes FM Rio de Janeiro
  - Bradesco Esportes FM São Paulo
- Brasil Radio
- Conmebol TV
- Metro Jornal
- Mit FM
- MPB FM
- Payleven
- Play FM
  - Play FM Maringá
  - Play FM Porto Alegre
  - Play FM São Paulo
  - Play FM Triângulo
- Rádio São Paulo
- Rádio Trânsito
- Rdio
- Sim
- Smithsonian Channel
- Ipanema FM[164]
- Canal Empreender[165][132]